# Piedras de Afilar (Uruguay)

Piedras de Afilar est une localité uruguayenne du département de Canelones, rattachée à la municipalité de Soca.

## Localisation
Piedras de Afilar se situe au sud-est du département de Canelones, au sud de l' arroyo Tío Diego sur la route 103, à proximité de la jonction de cette dernière avec la route 70. Elle est distante de 5,5 kilomètres de la station balnéaire de Santa Lucía del Este et de 24 kilomètres de la ville de Soca.

## Population
| Année | Population |
| ----- | ---------- |
| 1963  | 114        |
| 1975  | 111        |
| 1985  | 106        |
| 1996  | 101        |
| 2004  | 93         |
| 2011  | 132        |

,

## Source
- (es) Cet article est partiellement ou en totalité issu de l’article de Wikipédia en espagnol intitulé « Piedras de Afilar » (voir la liste des auteurs).